# Trapped in the Sky
Trapped in the Sky is de eerste aflevering van Thunderbirds, de Supermarionation televisieserie van Gerry Anderson. De aflevering werd voor het eerst uitgezonden op ATV Midlands op 30 september 1965.

## Verhaal
The Hood, de kwaadaardige halfbroer van Tracy’s butler Kyrano, gebruikt zijn hypnotische krachten om Kyrano te dwingen hem te vertellen of de organisatie International Rescue, waar The Hood blijkbaar al het bestaan van weet, operationeel is. Dit is inderdaad het geval, en dus beraamt Hood zijn eerste plan om de technologie van de Thunderbirdmachines te stelen.
Vermomd als monteur reist hij af naar het vliegveld van Londen en plaatst een bom in het landingsgestel van het nieuwe Fireflash-vliegtuig, een door atoommotoren aangedreven vliegtuig dat 6 keer zo snel kan vliegen als het geluid. Het vliegtuig zal die dag zijn eerste vlucht maken van Londen naar Tokio. Een van de passagiers is Tin-Tin.
Na vertrek van de Fireflash belt The Hood de verkeerstoren van het vliegveld en meldt hen over de bom. De luchtverkeersleiding laat de Fireflash terugkeren voor een röntgenfoto, en die bevestigt hun vermoeden. De bom is op een dergelijke manier geplaatst dat de schok van de landing hem af zal doen gaan. De Fireflash kan echter maar drie uur in de lucht blijven voordat het radiatieschild, dat de passagiers tegen de straling van de atoommotoren beschermt, het begeeft en vervangen moet worden.
Vanuit Thunderbird 5 volgt John Tracy het nieuws en informeert het hoofdkwartier. Jeff stuurt Scott en Virgil met Thunderbird 1 en 2 naar Londen. Ondertussen onderneemt men in Londen zelf een aantal reddingspogingen, maar die halen niets uit.
Scott landt op het vliegveld van Londen en informeert de vluchtleiding over het plan. De Fireflash kan alleen landen zonder de bom te laten ontploffen als hij landt zonder landingsgestel. Ter vervanging van het landingsgestel zal de Fireflash landen op drie daarvoor gemaakte auto’s, genaamd de Remote Control Elevator Cars.
Ondertussen dringt The Hood, vermomd als beveiligingsagent, Thunderbird 1 binnen en maakt foto’s van de binnenkant. Dit wordt geregistreerd door de cameradetector. Een aantal echte beveiligingsagenten zetten de achtervolging in wanneer The Hood met de foto’s vlucht, maar raken hem kwijt. Scott roept daarom de hulp in van Lady Penelope en haar butler Parker.
Thunderbird 2 arriveert ook ter plaatse en Virgil laadt drie van de Elevator Cars uit. Een ervan wordt handmatig door hem bestuurd, de andere twee volgen automatisch. De eerste landingspoging van de Fireflash mislukt echter doordat Elevator Car nummer 3 door een technische fout op hol slaat. Virgil vervangt hem door een reserveauto voor een tweede poging.
Ditmaal slaagt de landing, maar de landingsbaan is te kort. Virgil gebruikt de maximale remkracht van de Elevator Cars, ten koste van de wielen. Zijn eigen Elevator Car raakt hierdoor stuurloos en komt tot stilstand in de berm naast de landingsbaan, maar Fireflash en de andere twee Elevator Cars kunnen net voor het einde van de landingsbaan remmen. De bom in Fireflash’ landingsgestel schiet door de schok los, waardoor het gevaar dat hij zal ontploffen verdwijnt.
Ondertussen hebben Lady Penelope en Parker The Hood ingehaald. Ze gebruiken de ingebouwde wapens van FAB 1 om The Hood van de weg te schieten. The Hood overleeft de aanslag, maar zijn foto’s zijn geruïneerd.
Na deze succesvolle eerste missie is International Rescue officieel van start gegaan.

## Belangrijkste machines
De machines gezien in deze aflevering zijn:
- Thunderbird 1 (met de Mobiele Controle Unit)
- Thunderbird 2 (met capsule 3)
- De Remote Control Elevator Cars
- Thunderbird 5
- FAB1
- Fireflash
- TX 204 Target-Carrying Aircraft

## Trivia
- De crash van Elevator Car 3 werd geïnspireerd door een echte crash van het schaalmodel dat werd gebruikt voor de scène. Tijdens een eerdere opname ging er iets mis met de radiografische besturing (wat later ook in de serie het probleem zou zijn) en sloeg de wagen op hol. De productiecrew besloot om dit erin te houden.
- De remake Thunderbirds are go seizoen 1 aflevering 5 is inderdaad een remake, getiteld Fireflash, waarin grotendeels hetzelfde verhaal gevolgd word. Maar het ziet er wel wat anders uit natuurlijk, en het duurt veel korter. Maar als eerbetoon aan de makers in 1965 zijn sommige dingen letterlijk overgenomen, en ook de muziek van Barry Gray is soms te horen.

## Foutjes
- Gedurende de enige scène waarin Alan spreekt is zijn stem duidelijk anders dan in de rest van de serie. Dit komt doordat toen de aflevering werd gemaakt Matt Zimmerman nog niet was ingehuurd, en Ray Barrett Alans stem deed.
- In de close-upshots van Thunderbird 1 op het vliegveld van Londen is te zien dat er een "T" op de neuskegel van de Thunderbird staat geschilderd. Maar in de shots van veraf is deze T opeens verdwenen.
- In de laatste scène, wanneer een dokter die Kyrano kwam onderzoeken de woonkamer betreedt, vervangt Jeff snel de foto’s van de Tracybroers in uniform door foto’s waarin ze burgerkleding dragen. Later in dezelfde scène hangen echter de oude foto’s weer aan de muur, terwijl de dokter nog steeds in de woonkamer is.

## Rolverdeling

### Reguliere stemacteurs
- Jeff Tracy — Peter Dyneley
- Scott Tracy — Shane Rimmer
- Virgil Tracy — David Holliday
- Alan Tracy — Ray Barrett (later Matt Zimmerman)
- Gordon Tracy — David Graham
- John Tracy — Ray Barrett
- Brains — David Graham
- Kyrano — David Graham
- Tin-Tin — Christine Finn
- Lady Penelope Creighton-Ward — Sylvia Anderson
- Nosey Parker — David Graham
- The Hood — Ray Barrett

### Gastrollen
- Commander Norman — Peter Dyneley
- Captain Hanson — David Graham
- Fireflash Co-pilot — Ray Barrett
- Assistant Controller — Ray Barrett
- Lieutenant Bob Meddings — David Graham
- Harris — Ray Barrett
- TX 204 Pilot — Ray Barrett
- TX 204 Co-pilot — Shane Rimmer
- Interceptor One — Peter Dyneley
- Air Terrainean Guide — Sylvia Anderson
- Fireflash Passenger — David Graham
- Doctor — David Graham